# Ángel Álvarez (locutor)
Ángel Gutiérrez Álvarez, conocido como Ángel Álvarez, (Oviedo, Asturias, 14 de noviembre de 1919 - Madrid, 22 de agosto de 2004) fue operador de radio en Iberia y locutor de radio español.

## Biografía
Se dedicó en exclusiva a la aviación hasta el año 1960, trabajando como radiotelegrafista de Iberia. En sus innumerables viajes profesionales a Nueva York recopiló gran cantidad de vinilos imposibles de encontrar en España. En el citado año de 1960 comienza su trayectoria de comentarista musical radiofónico en la emisora La Voz de Madrid, donde presenta el espacio Caravana musical, que permaneció en antena hasta 1981.
En 1963 inicia sus emisiones en Radio Peninsular el mítico programa Vuelo 605, que permanecería en antena más de 40 años bajo su dirección. El espacio se emitiría también en Radio Madrid, Cadena Minuto y, por último, M-80 Radio. 
También presentó Festival del Mundo, Torre de Manhattan, Alta Fidelidad, Los clásicos de la música ligera e Imagen de un famoso, estos últimos en Radio Nacional de España. 
En 1991, Álvarez hizo un especial sobre el grupo norteamericano The Doors en el programa de televisión "Informe semanal", y tuvo la oportunidad de ver a Jim Morrison en directo en la época de los 60.
Ángel Álvarez estuvo presentando Vuelo 605 hasta dos meses antes de su fallecimiento.

## Premios
- Premio Nacional de Radio, por Alta Fidelidad de Radio Nacional de España (1972).
- Premio Óscar de la Publicidad al mejor programa musical por "Vuelo 605" (1974).
- Asturiano del Año (1980).
- Premio Ondas (1996).
- Antena de Oro (1999).
- Galardón honorífico de los Premios de la Música por su contribución a la difusión de este arte (2002).

Además, en 2000 recibió una Antena de Oro por su "magisterio durante cuatro décadas en la radio musical" y en 2002 el galardón honorífico de los Premios de la Música por su contribución a la difusión de este arte.